# جون مارك ماكوسو
جون مارك ماكوسو مونديلي (بالبرتغالية: Jean-Marc Makusu Mundele) هو لاعب كرة قدم كونغولي ديمقراطي في مركز الهجوم، ولد في 27 مارس 1992 في كينشاسا في الكونغو الديمقراطية لعب سابقاً في نادي هجر السعودي.

## وصلات خارجية
- جون مارك ماكوسو على موقع قاعدة بيانات كرة القدم.إي يو (الإنجليزية)
- جون مارك ماكوسو على موقع ناشيونال فوتبول تيمز (الإنجليزية)
- جون مارك ماكوسو على موقع Soccerway.com (الإنجليزية)